# Maya Hakvoort

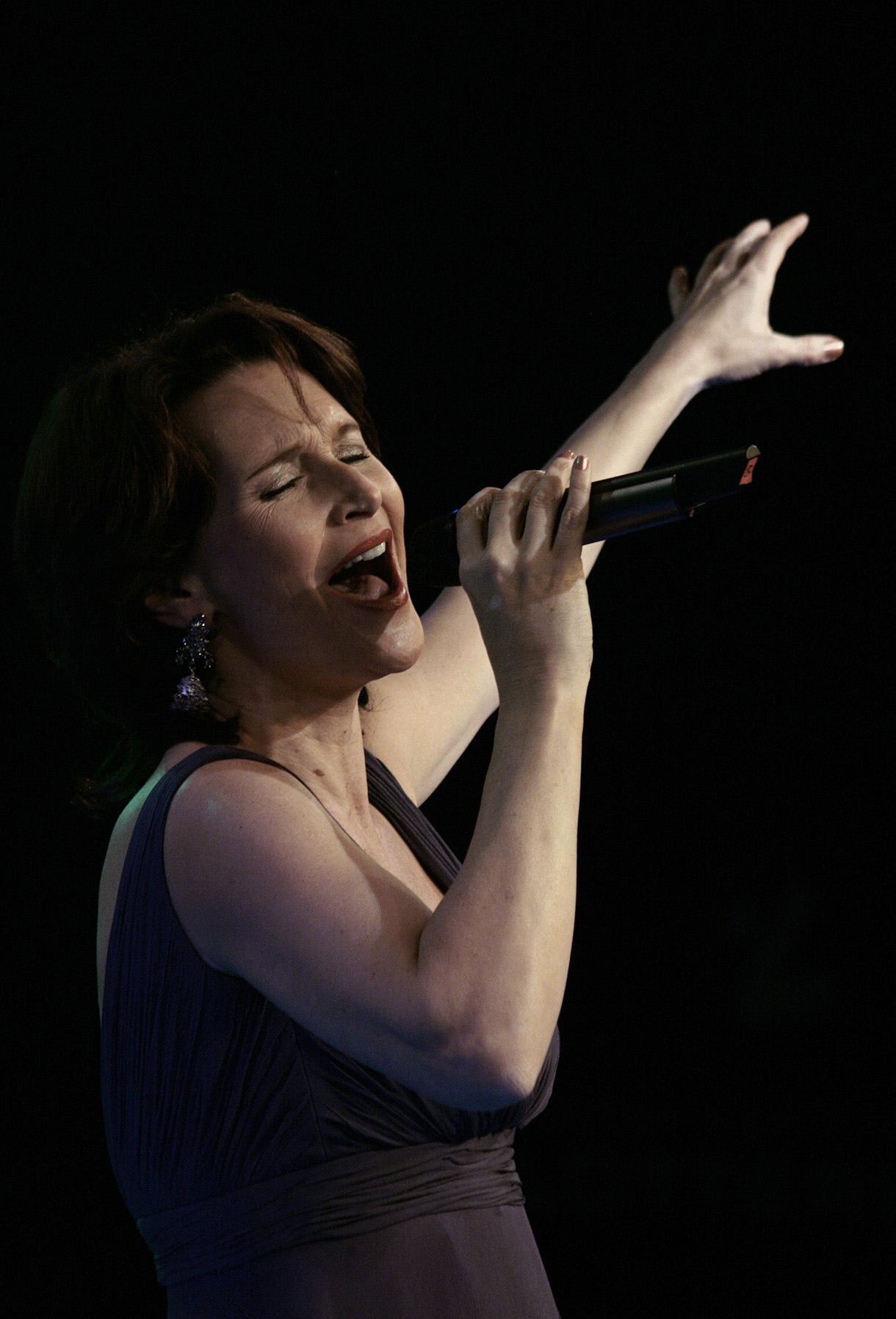
Maya Hakvoort (Wien 2009)

Maya Hakvoort (* 19. September 1966 in Nijmegen) ist eine niederländische Musicaldarstellerin.

## Leben
Hakvoort studierte ein Jahr Gesang am Konservatorium von Maastricht, dann wechselte sie an die Kleinkunstakademie in Amsterdam sowie auf die dortige Schauspielschule De Trap, ehe sie die Musical-Praxis antrat und in den Niederlanden, Deutschland, Österreich und Belgien Erfahrungen sammelte, die sie, erstmals alleine, auszugsweise in ihrem Soloprogramm „Maya Goes Solo“ am Silvesterabend 2004 aufführte. 2005 und 2006 tourte Hakvoort mit ihrem Soloprogramm durch Österreich, Italien, Japan und Deutschland.
Am 12. Oktober 2007 fand die Premiere ihres Soloprogramms „In My Life“ in Wien statt, das sie nach Konzerten in Österreich im Mai/Juni 2008 mit dem Pianisten Aaron Wonesch in Japan aufführte. Zuvor (16. bis 28. Mai) sang Hakvoort mit den Vereinigten Bühnen in Tokio und Osaka eine konzertante Fassung von Elisabeth. Ihr drittes Soloprogramm, „Mayas Musical Life“, hatte am 27. Februar 2009 Premiere. 2010 spielte sie die Hauptrolle der Victoria Grant im Musical Victor/Victoria in Stockerau bei Wien. Ihr viertes Soloprogramm, „This is my Life“, in dem sie von einem 10-Mann-Orchester unter der Leitung von Rens Newland begleitet wurde, hatte am 30. Januar 2011 Premiere.
Am 5. April 2011 wurde sie mit dem Goldenen Verdienstzeichen der Republik Österreich geehrt. Ab Oktober 2011 stand sie in St. Gallen als Mrs. Danvers in Rebecca auf der Bühne.
Im Oktober 2013 war sie als Madame Giry zu hören in der konzertanten Ausführung von „Love never Dies“ im Ronacher Theater in Wien. 2014 spielte sie die Norma Desmond in Sunset Boulevard bei den Sommerfestspielen in Tecklenburg. 2015 trat sie hier als Grizabella in Cats auf. 2016 spielte sie Diana Goodman in Next to Normal im Opernhaus Dortmund und die Alte Gina im Musical Don Camillo & Peppone im Theater St. Gallen; diese Rolle spielte sie 2017 auch im Ronacher in Wien.
Im Rahmen einer Gala zu ihrem 50. Geburtstag im Wiener Raimundtheater wurde ihr im Anschluss an die Vorstellung durch den Wiener Kulturstadtrat Andreas Mailath-Pokorny der Goldene Rathausmann überreicht. Im November 2016 wurde sie vom Niederösterreichischen Landeshauptmann Erwin Pröll mit dem Großen Ehrenzeichen für Verdienste um das Land Niederösterreich geehrt.

## Engagements
- 1991 Ensemble in Les Misérables
- 1994–1998 Elisabeth in Elisabeth im Theater an der Wien
- 2002 Lisa, Cover Lucy in Jekyll & Hyde
- 2003–2005 Elisabeth in Elisabeth im Theater an der Wien
- 2015 Grizabella in Cats bei den Freilichtspielen Tecklenburg
- 2016 Diana Goodman in Next to Normal, Opernhaus Dortmund[3]
- 2016 Alte Gina in Don Camillo & Peppone in St. Gallen, die Schweiz
- 2016 Voices of Musical Christmas, Tournee Österreich (Maya Hakvoort Music Productions)
- 2017 Alte Gina in Don Camillo & Peppone, Ronacher Wien
- 2017 Voices of Musical Special 5 Jahres Jubiläum (Maya Hakvoort Music Productions)
- 2018 Diana Goodman in Next to Normal in der Arena Nova in Wiener Neustadt (erste Musical-Produktion von Maya Hakvoort)
- 2018–2019 Fräulein Rottenmaier in Heidi, MuseumsQuartier, Wien
- 2019 Belle Poitrine in Little Me, Stadttheater Fürth
- 2019 Norma Desmond in Sunset Boulevard, Vereinigte Bühnen Bozen
- 2019 Margaret White in Carrie. Das Musical, First Stage Theater Hamburg
- 2020–2022 Golde in Anatevka, Bühne Baden bei Wien
- 2022+2023	Elisabeth in Elisabeth, Open-Air Schloss Schönbrunn
- 2022 Norma Desmond in Sunset Boulevard, Bühne Baden bei Wien
- 2023 Fräulein Schneider in Cabaret, Stadttheater Baden
- 2024 Elisabeth in Elisabeth, China-Tournee
- 2024 Lady Macbeth in Lady M, Shanghai
- 2024–2025 Elisabeth in Elisabeth, Deutschland-Tournee

## Diskografie
- Elisabeth - live – 1996
- In Love with Musical – live 1996
- Musical Christmas in Vienna – 1996
- Musicalstars singen Weihnachtslieder – 1996
- Ihr Männer – 1997
- Shades of Night – 1997
- That's Musical – 1999
- Musical Changes – 2000
- Duettalbum von Marco Bakker – 2000
- There´s No Business Like Showbusiness – live 2000
- Jekyll & Hyde – Wiener Produktion 2002

## Auszeichnungen
- 2023 Österreichischer Musiktheaterpreis – Sonderpreis Musicaldarstellung für Norma Desmond in Sunset Boulevard an der Bühne Baden
- 2025 Shanghai Magnolia Stage Performance Award, Auszeichnung als beste Hauptdarstellerin, als Lady Macbeth in Lady M[4]